# Auraiya (Distrikt)
Der Distrikt Auraiya (Hindi: औरैया जिला) ist ein Distrikt im indischen Bundesstaat Uttar Pradesh.
Auraiya liegt 80 km westlich der Großstadt Kanpur in der Division Kanpur.
Im Süden begrenzt der Fluss Yamuna den Distrikt.
Der Distrikt entstand am 17. September 1997 aus den Tehsils Auraiya und Bidhuna des Distrikts Etawah.
Hauptstadt ist die Stadt Auraiya.
Der Distrikt umfasst 2016 km².

## Bevölkerung
Die Einwohnerzahl von Auraiya betrug beim Zensus 2011 1.379.545. 10 Jahre zuvor waren es noch 1.179.993. Das Geschlechterverhältnis lag bei 864 Frauen auf 1000 Männer. Die Alphabetisierungsrate betrug 78,95 % (86,11 % bei Männern, 70,61 % bei Frauen). 92,32 % der Bevölkerung waren Hinduisten, 7,39 % Muslime.

## Verwaltungsgliederung
Der Distrikt ist in 2 Tehsils gegliedert:
- Auraiya
- Bidhuna

Städte vom Typ eines Nagar Palika Parishad sind:
- Auraiya

Städte vom Typ eines Nagar Panchayat sind:
- Achhalda
- Atasu
- Babarpur Ajitmal
- Bidhuna
- Dibiyapur
- Phaphund